# Гастон Гаудио
Гастон Норберто Гаудио (шп. Gastón Norberto Gaudio, 9. децембар 1978) је бивши аргентински тенисер. Најбољи пласман на АТП листи је остварио 2005. године када је био пети тенисер света.

## Каријера
Гаудио је почео да игра тенис са 6 година, а професионалац је постао 1996. године. Први турнир освојио је у Барселони 2002. године. Највећи успех му је освајање Ролан Гароса 2004. године. Једини гренд слем турнир освојио је победивши у финалу свог сународника Гиљерма Корију, а на путу до титуле је победио и бившег броја 1. Лејтона Хјуита. Играо је у 4 полуфинала турнира из Мастерс серије, два пута у Монте Карлу, и по једном у Хамбургу и на финалном Тенис мастерс купу. Освојио је укупно осам турнира. Гастон Гаудио се повукао са тениских терена 30. августа 2011. године.

## Гренд слем финала
| Исход  | Година | Турнир      | Подлога | Противник у финалу | Резултат                |
| ------ | ------ | ----------- | ------- | ------------------ | ----------------------- |
| Победа | 2004   | Ролан Гарос | Шљака   | Гиљермо Корија     | 0–6, 3–6, 6–4, 6–1, 8–6 |